# Равински юдаизъм
Равинският юдаизъм (на иврит: יהדות רבנית), наричан също талмудически юдаизъм или просто равинизъм, е водещото течение в юдаизма след VI век, когато завършва кодификацията на Вавилонския Талмуд.
Той доразвива фарисейския юдаизъм, основаващ се на вярата, че Моисей получава от Бог писаното Петокнижие, заедно с устни обаснения, т.нар. „Устен закон“, които той предава на хората. Фарисеите се противопоставят на садукеите, които отхвърлят Устния закон и се придържат към буквално прилагане на Писанията.
След разгрома на Голямото въстание в Юдея през 70 година и разрушаването на Втория храм при превземането на Йерусалим в развитието на юдаизма настъпва дълбока промяна. Съществувалите дотогава различни течения изчезват, с изключение на това на фарисеите, които не се включват в бунта и са толерирани от римляните след него. Техните възгледи стават основа на реформа в доктрината на юдаизма, продължила няколко столетия и завършила с оформянето на равинския юдаизъм. В нейната основа е замяна на извършваните в Храма жертвоприношения с ежедневно служене на Бог чрез ритуали в дома и синагогите, спазване на ритуална чистота и изучаване на Писанията.